# Pentodon nasutus
Pentodon nasutus är en skalbaggsart som beskrevs av Rudolph Petrovitz 1964. Pentodon nasutus ingår i släktet Pentodon och familjen Dynastidae. Inga underarter finns listade i Catalogue of Life.